# Захарово (городской округ Ступино)
Захарово — деревня в Ступинском районе Московской области в составе Леонтьевского сельского поселения (до 2006 года входила в Леонтьевский сельский округ). В деревне на 2015 год 3 улицы и 2 садовых товарищества.

## Население
| 2002 | 2006 | 2010 |
| ---- | ---- | ---- |
| 10   | ↘7   | ↘6   |

Захарово расположено в восточной части района, у границы с Городским округом Озёры, на безымянном правом притоке реки Коломенка, высота центра деревни над уровнем моря — 175 м. Ближайшие населённые пункты: Госконюшня — около 3 км на запад, Орешково — около 2,5 км на юго-запад и Чиликино — примерно в 1,5 км на юго-восток.